# Toplifikacija
Toplifikacija je pojam vezan za proizvodnja i snabdevanje toplotom u obliku zagrejane pare ili vode do objekata stanovanja i privrednih postrojenja. 
U užem smislu pojam govori o širenju toplifikacione mreže do svakog korisnika. Ovakav vid grejanja objekata posebno je ekonomičan kada se kao izvor koristi elektrana (toplana), tehnološki opremljena za kombinovanu proizvodlju električne i toplotne energije. 
Ovakav sistem je prvi put u našoj zemlji realizovan u  (Požarevcu,Braničevski okrug,Srbija) koristeći Termoelektrane Kostolac kao toplotni izvor. Kao početak rada ovog sistema uzima se 1989. godina kada je i osnovano preduzeće sa istim imenom.

## Toplotni izvor sistema
Toplotni izvor za daljinsko grejanje gradova Požarevca i Kostolca su: 
- Termoelektrane "Kostolac A" - blokovi TEKO II (elektro snage 100 MW) i TEKO III (elektro snage 210 ) i
- "Kostolac B" - blokovi B1 i B2 (elektro snage 700 ).

Termopostrojenja oba bloka TE "Kostolac A" osposobljena su za kombinovanu proizvodnju električne i toplotne energije. 
Za proizvodnju toplotne energije koristi se delimično izrađena para niske radne sposobnosti, koja je u turbinama izvršila mehanički rad. Takva para još uvek ima dovoljno visoke parametre potrebne za dobijanje toplote za sistem daljinskog grejanja.
U ovom procesu kondenzacija pare vrši se u razzmenjivačima toplote, pri čemu se toplotna energija predaje zagrevnoj vodi umesto rashladnoj vodi. Ovime se postiže efekat da se za manje proizveden 1KWh električne energije dobija 6KWh toplotne energije. Blokovi B1 i B2 povezuju se u sistem za snabdevanje parom izmenjivačko-pumpne stanice (IPS) postojećim reversibilnim parovodom i sistemom reducir stanica. Na ovaj način obezbeđen je pouzdan rad toplifikacionog sistema i u havarnim uslovima rada elektrana. 
U izmenjivačko-pumpnoj stanici (IPS) u razmenjivačima toplote para-voda vrši se zagrevanje vode toplifikacionog sistema kojom se prenosi toplotna energija do potrošača-Korisnika. Izvor toplote je izmenjivačko pumpna stanica (IPS) snage 315 MW.
Cirkulacionim pumpama postiže se potrebna cirkulacija u prenosnoj mreži toplifikacionog sistema.

## Centralna regulacija
Centralna regulacija sistema daljinskog grejanja ima zadatak da toplotnu energiju koju izvor predaje potrošaču prilagodi stvarnim potrebama sistema. Ove potrebe se menjaju zbog promene temperature spoljašnjeg vazduha. Stoga se nameće potreba da se protok i parametri nosioca toplote menjaju u skladu sa potrebama potrošača.
Magistralni vrelovod  služi za transport vrele vode (temperature 130/75°C, pritiska NP 16) od izmenjivačko-pumpne stanice (IPS) smeštene u krugu termoelektrane do primarne gradske mreže. 
Primarna gradska mreža obuhvata: 
- cevovod od završetka vrelovoda na ulazu u grad do podstanca i
- podstanice sa pripadajućom opremom.

Transport vrele vode se ostvaruje cirkulacionim pumpama u izmeniivačko-pumpnoj stanici (IPS). Statički pritisak i ekspanzija fluida u primarnom sistemu se ostvaruje diktir pumpama i prestrujnim ventilom u IPS. Dopuna primarnog sistema se vrši kondenzatom u IPS. Eventualno prekoračenje dozvoljenog pritiska je sprečeno ugradnjom sigurnosnih ventila u podstanicama.

## Tehnologija rada toplo-predajnih stanica (podstanica)
Toplotna energija se do podstanica u objekatima distribuira primarnim vrelovodom u kome su parametri vrele vode T=130/75°C i PN=16 bar. Toplotna energija se predaje sekundarnom sistemu indirektno razmenjivačima toplote voda-voda. Parametri vode sekundarnog sistema su T=90/70°C i PN=6 bar. 
Predata toplotna energija se distribuira do potrošača sekundarnim cevnim razvodom kako u samom objektu tako i do susednih objekata. Da bi se ostvarili potrebni parametri sekundarnog fluida, postanica je opremljena odgovarajućom opremom: 
- digitalni regulator sa pripadajućim senzorima,
- kalorimetar,
- zaporni ventili,
- hvatači nečistoće,
- regulacioni ventili,
- regulator pritiska i
- regulator diferencijalnog pritiska.

Hvatač nečistoća na napojnom cevovodu odstranjuje eventualne čestice koje mogu izazvati kvar na opremi u podstanici. 
Regulatorom pritiska se pritisak fluida dovodi na željenu vrednost. 
U razmenjivaču toplote se vrši razmena toplotne energije sa sekundarnim fluidom indirektnim putem (fluidi iz ova dva sistema se ne mešaju, već se razmena toplotne energije vrši opstrujavanjem hladnijeg fluida (sekundarni sistem) oko cevi kroz koje protiče topliji fluid(primarni sistem)).
Željeni protok se ostvaruje prolaznim elektromotornim regulacionim ventilom (PERV) koji se nalazi na povratnoj grani primarnog sistema. Opseg nominalnog diferencijalnog pritiska za rad regulacionog ventila se ostvaruje diferencijalnim regulatorom pritiska koji radi bez pomoćne energije. Na ovaj način se ostvaruju uslovi za nominalan radni režim PERV. Merenjem protoka i razlike u temperaturi primarnog fluida na ulazu i izlazu iz razmenjivača, računskom jedinicom se određuje predata količuina tolotne energije. Rashlađeni fluid primarnog sistema povratnom granom vrelovoda struji do energane.
Temperatura fluida u primarnom sistemu se kliza prema zadatom kliznom dijagramu u energani a dodatna regulacija željene temperature fluida u sekundarnom sistemu se ostvaruje promenom protoka u primarnom delu podstanice dejstvom regulatora na izvršni organ tj. PERV. Željena temperatura sekundarnog fluida je u funkciji spoljne temperature, doba dana i dana u nedelji a zadaje se kao program rada regulatora. Režim rada pumpi se takođe zadaje programski. 
Digitalni regulator je opremljen senzorima za merenje: 
- spoljne temperature,
- napojnih i povratnih temperature,
- manometarskog pritiska primarnog i sekundarnog fluida,
- prostorijske temperature i protoka fluida u primarnom sistemu,
- davačima signala položaja ulaznih vrata u podstanicu i pojave vode u podstanici.

Kablovskom mrežom se svi regulatori povezuju sa dispečerskim centrom gde se vrši prikupljanje podatakai nadzor nad radom toplifikacionog sistema. Regulatori u podstanicama rade automatski u programski zadatom režimu. Promena režima rada regulatora, pojedinih parametara upravljanja i daljinske komande mogu se ostvariti iz dispečerskog centra. Ovim je ostvaren sistem daljinskog nadzora i upravljanja celim toplifikacionim sistemom a rad toplo-predajnih stanica potpuno automatizovan.

## Spoljašnje veze
- Toplifikacija Požarevac
- Toplane Novi Sad